# Tiokamp
Tiokamp är en mångkamp inom friidrotten som länge varit mästerskapsgren endast för män. Även kvinnor har dock börjat tävla i disciplinen, och det finns planer på att i framtiden ersätta sjukampen med tiokamp för kvinnor i mästerskap[källa behövs].
Världsrekordet i tiokamp är 9126 poäng.
(Kevin Mayer från Frankrike, 2018.)
Bland kända finländska tiokampare kan nämnas segraren vid OS i Amsterdam 1928, Paavo Yrjölä, samt Petri Keskitalo som vann VM för ungdomar 1986. Bland svenska tiokampare finns Hugo Wieslander, Olle Bexell, Lennart Hedmark, Raimo Pihl, Henrik Dagård och svenske rekordhållaren Nicklas Wiberg.

## Tävlingsgrenar

### Herrar
I herrarnas tiokamp ingår följande delgrenar: 
| Dag 1 - 100 meter - Längdhopp - Kulstötning - Höjdhopp - 400 meter | Dag 2 - 110 meter häck - Diskus - Stavhopp - Spjutkastning - 1 500 meter |

### Damer
Gren-ordningen för kvinnornas tiokamp är något annorlunda jämfört med herrarnas:
| Dag 1 - 100 meter - Diskus - Stavhopp - Spjutkastning - 400 meter | Dag 2 - 100 meter häck - Längdhopp - Kulstötning - Höjdhopp - 1 500 meter |

Det inofficiella världsrekordet för damer har Austra Skujyte, Litauen på 8 358 poäng.

## Poängsystem
| Gren           | a       | b    | c    |
| 100 meter      | 25,4347 | 18,0 | 1,81 |
| 400 meter      | 1,53775 | 82   | 1,81 |
| 1500 meter     | 0,03768 | 480  | 1,85 |
| 110 meter häck | 5,74352 | 28,5 | 1,92 |
| Höjdhopp       | 0,8465  | 75,0 | 1,42 |
| Stavhopp       | 0,2797  | 100  | 1,35 |
| Längdhopp      | 0,14354 | 220  | 1,40 |
| Kulstötning    | 51,39   | 1,50 | 1,05 |
| Diskus         | 12,91   | 4,0  | 1,1  |
| Spjutkastning  | 10,14   | 7,0  | 1,08 |

Poängsystemet utvecklades av Dr Karl Ulbrich. Grenarna delas in i tre grupper, där antalet poäng beräknas enligt formlerna:
Löpgrenar (100 m; 400m 1500 m; och 110 m häck): 
{\displaystyle P=a\cdot (b-T)^{c}}
Hoppgrenar (höjdhopp; stav och längdhopp):
{\displaystyle P=a\cdot (M-b)^{c}}
Kastgrenar (kulstötning; diskus och spjut): 
{\displaystyle P=a\cdot (D-b)^{c}}
, där P är poäng, T är tid i sekunder, M är höjd/längd i centimeter och D är längd i meter. Konstanterna a, b, c har olika värde för de olika grenarna. (se tabell)
Vid manuell tidtagning i löpgrenarna ska tiderna korrigeras enligt följande:

100m och 110 m häck: lägg till 0,24 sekunder

400m: lägg till 0,14 sekunder

En serie bestående av de gällande världsrekorden i samtliga tio grenar skulle ge resultatet 12549 poäng.